# Vaejovis granulatus
Vaejovis granulatus o escorpión es un arácnido perteneciente a la familia Vaejovidae del orden Scorpiones. Esta especie fue descrita por Pocock en 1898. Aunque no se menciona, el nombre “granulatus” puede derivar de la diferencia en cuanto a granulos que presenta.

## Nombre común
- Español: escorpión.

## Clasificación y descripción de la especie
Es un escorpión perteneciente a la familia Vaejovidae, del orden Scorpiones. Todo el cuerpo tiene una textura granulosa. El color es café negro abigarrado y marrón rojizo, el vientre es color marrón y los pedipalpos son de color marrón rojizo. Llega a medir de 3 a 4 cm de longitud. La cola o telson es engrosada y con quillas en los bordes. El aguijón es alargado, no presenta una curvatura muy marcada. No se tiene registro alguno de que sea una especie de importancia médica para el hombre.

## Distribución de la especie
Especie endémica de México, se encuentra en el estado de México y en Morelos, así como en el Distrito Federal.

## Ambiente terrestre
Se le halla en altitudes que van de los 1600 hasta los 2400 m s. n. m., donde el tipo de vegetación dominante es bosque de pino encino. Sus hábitos son nocturnos, por lo que durante el día se refugia bajo piedras grandes y troncos.

## Estado de conservación
No se encuentra dentro de ninguna categoría de riesgo en las normas nacionales e internacionales, esto debido en gran medida al bajo conocimiento que se tiene de la especie. 